# Juelsminde
Juelsminde es un pueblo danés perteneciente al municipio de Hedensted, en la región de Jutlandia Central.
Tiene 3940 habitantes en 2016, lo que lo convierte en la segunda localidad más importante del municipio tras Hedensted.
Se sitúa en la costa, 10 km al sur de Horsens y 20 km al este de Vejle.